# ABCB4
ABCB4 – gen kodujący białko Multidrug resistance protein 3.
Kodowane przez gen ABCB3 białko zalicza się do białek związanych z błoną, a także do transporterów ABC (są to białka transportujące różne czasteczki przez błony biologiczne. Geny ABC podzielono na 7 odrębnych podrodzin (ABC1, MDR/TAP, MRP, ALD, OABP, GCN20, White). Omawiane białko ma związek z podrodziną MDR/TAP. Białka tej podrodziny angażują się w oporność wielolekową i prezentację antygenową. Gen ABCB4 koduje pełną cząsteczkę białka transportera zaliczanego także do rodziny p-glikoprotein, których substratem jest fosfatydylocholina (aktywność flipazy). Nie ustalono jeszcze funkcji tego białka. Może ono jednak być zaangażowane w transport fosfolipidów z hepatocytów do żółci. Alternatywny sposób splicingu tego genu skutkuje kilkoma produktami o nieustalonych zadaniach.